# Южанин (посёлок)
Южа́нин — посёлок в Курском районе (муниципальном округе) Ставропольского края России. 

## География
Расстояние до краевого центра: 284 км.
Расстояние до районного центра: 56 км.

## История
В соответствии с Указом Президиума Верховного Совета РСФСР от 21 сентября 1964 года посёлок Вторая ферма совхоза № 8 «Моздокский» переименован в посёлок Южанин.
До 16 марта 2020 года посёлок входил в состав сельского поселения Рощинский сельсовет.

## Население
| 1989 | 2002 | 2010 | 2021 |
| ---- | ---- | ---- | ---- |
| 282  | ↘216 | ↗229 | ↘151 |

По данным переписи 2002 года 86 % населения — чеченцы.